# Villar de Cerreda
Villar de Cerreda (llamada oficialmente Santa Baia de Vilar de Cerreda) es una parroquia y un lugar del municipio español de Nogueira de Ramuín, en la provincia de Orense, Galicia.

## Toponimia
La parroquia también es conocida por los nombres de Santa Eulalia de Vilar de Cerreda y Santa Eulalia de Villar de Cerreda.

## Organización territorial
La parroquia está formada por cinco entidades de población:
- A Rasa
- Loureiro
- Parada Seca
- Vilar
- Vilar de Cerreda

## Demografía

### Parroquia
| Gráfica de evolución demográfica de Villar de Cerreda (parroquia) entre 2000 y 2024 |
|                                                                                     |
| Datos según el nomenclátor publicado por el INE.                                    |

### Lugar
| Gráfica de evolución demográfica de Vilar de Cerreda (lugar) entre 2000 y 2024 |
|                                                                                |
| Datos según el nomenclátor publicado por el INE.                               |